# 2044 Wirt
2044 Wirt је Марсов тројански астероид. Приближан пречник астероида је 6,66 ,
а средња удаљеност астероида од Сунца износи 2,381 астрономских јединица (АЈ).
Инклинација (нагиб) орбите у односу на раван еклиптике је 23,971 степени, а орбитални период износи 1342,072 дана (3,674 године). Ексцентрицитет орбите астероида износи 0,343.
Апсолутна магнитуда астероида износи 13,30 а геометријски албедо 0,190.
Астероид је откривен . 1960. године.